# Sala Bolognese
Sala Bolognese är en kommun i storstadsregionen Bologna, innan 2015 i provinsen Bologna, i regionen Emilia-Romagna i Italien. Kommunen hade 8 465 invånare (2018).